# Francisco de Solís Quiñones y Montenegro
Francisco de Solís Quiñones y Montenegro (Salamanca, ¿? – Roma, 1545), médico, sacerdote y secretario del papa Pablo III

## Biografía
Poco se sabe de su juventud; al parecer era un niño abandonado en las calles de Salamanca hasta que fue recogido por una dama de la familia Maldonado que, viendo que el chico era avispado, lo acogió y sufragó los estudios de medicina en la Universidad de Salamanca, estudios que terminó, llegando a ocupar una cátedra.
Al morir la señora Maldonado sin que Francisco pudiera hacer nada para evitarlo con su ciencia, tomó las órdenes sacerdotales y se trasladó a Roma, donde, con sus conocimientos de medicina, llegó a ser médico del papa Pablo III, que también lo hizo su secretario personal y gobernador de Roma.
Además fue caballero del Hábito de Santiago y perteneció al consejo de su majestad.
Ya en tiempos de Clemente VII, antecesor de Pablo III, fue nombrado obispo de Bagnorea (Italia) entre 1528 y 1545. Fue nombrado después Arzobispo de Tarragona, pero no llegó a tomar posesión de la sede.
En 1542 fundó en Salamanca el Colegio Menor de la Concepción de Huérfanos, dedicado a dar educación a niños huérfanos, como había sido él.
| Predecesor: Juan Mercurino Vipera | Obispo de Bagnorea 1528 – 1545 | Sucesor: Nicolas Vernely |